# Habitatge al carrer de Baix, 13
L'Habitatge al carrer de Baix, 13 és una obra de Castellterçol (Moianès) inclosa a l'Inventari del Patrimoni Arquitectònic de Catalunya.

## Descripció
Casa al cas antic del poble, entre partes mitgeres, que consta de planta baixa, pis i golfes. A la planta baixa hi ha un portal de pedra d'arc de mig punt amb dovelles. A la dovella central hi ha un escut força deteriorat.